# 기원전 47년

## 연호
- 전한(前漢) 초원(初元) 2년

## 기년
- 전한(前漢) 원제(元帝) 2년
- 신라(新羅) 혁거세 거서간(赫居世居西干) 11년

## 사건
- 율리우스 카이사르, 프톨레마이오스 13세를 격파하다.
- 율리우스 카이사르, 카파도키아에서 파르나케스를 격파하다.
- 율리우스 카이사르, 5년 임기의 독재관이 되다.

## 문화
- 율리우스 카이사르, <시민 내란사> 완성

## 사망
- 프톨레마이오스 13세